# Patrick Tenev
Patrick Tenev (* 3. prosince 1974, Plzeň), aka T.N.F, je český umělec (výtvarník, tanečník, choreograf, zpěvák, skladatel, herec, DJ, textař, spisovatel, režisér) a producent. V tvorbě prošel mainstreamovou kulturou, undergroundem, a ukotvil se v alternativních uměleckých realizacích a fuzích uměleckých odvětví.

## Život a studia
Pochází z Plzně, z rodiny Františka Rychlíka, jednoho ze zakladatelů divadelního souboru plzeňského spolkového domu Peklo a z rodiny Viléma Zieglera, politického vězně, držitele Válečného kříže, jenž byl po návratu z koncentračního tábora Flossenburg jednou z osobností, které se podílely na znovuobnovení provozu plzeňské Škodovky. Tenevův otec emigroval do USA., kde doživotně praktikoval jógu. Od sedmi let se Tenev věnoval výtvarnému umění, od 12 let hudebně dramatickému. Pracoval v týmech největších uměleckých kapacit své doby (Richard Hes, Petr Novotný (režisér), Karel Svoboda, Zdeněk Borovec, Theodor Pištěk (výtvarník), Jozef Bednárik, Filip Renč, Michal David, Daniel Landa, Mirjam Landa, Bára Basiková, Radek Balaš, Jindřich Parma, Helena Vondráčková, Jiří Korn, Petr Kotvald, Dara Rolins, Lucie Bílá ad.) Vystudoval Lidovou školu umění Jagellonská Plzeň – výtvarné techniky  pod vedením profesorky Miroslavy Nové, Karlínské gymnázium, Muzikálové herectví v Muzikálové studio Pohořelec režiséra Petra Novotného, studoval obory tanec, zpěv a herectví na Konzervatoři Jaroslava Ježka v Praze. Uměleckou realizační zkušenost získal na pracovních stážích v osmi zemích Evropy.

## Tanec a choreografie
Základy tance získal ve školním věku v plzeňských tanečních školách Krejčík a Slaný. Ve čtrnácti letech se úspěšně zúčastnil konkurzu do taneční skupiny Spin … Mistři ČR v disco formacích Diskodrom 1988 a 1989, kterou vedl umělecký šéf Vladimír Hrubý (novinář). Po 17.11.1989 následovalo rozdělení skupiny. Spin nastupuje profesionální kariéru v Praze. V Plzni zůstává tým tanečního sportu "Scratch" … Následně Mistři ČR v disco formacích Diskodrom 1990 a 1991. V roce 1990 vypisuje Tenev konkurs na tanečníky a zakládá vlastní skupinu s názvem BOSS, ve které uplatňuje vlastní choreografické nápady a postupy, včetně designu kostýmů a obuvi, a managementu. Skupina získává ocenění za choreografii a interpretaci na mezinárodních tanečních festivalech Show dance a je oslovena, účinkovat v pořadu To Znám Jiřího Korna, vystupuje v kulturních programech hudebních klubů, plesů a v jevištních Show programech po boku renomovaných zpěváků, skupin a sportovců. V SRN je zastupována agenturou Nekola – Žofín. 
V roce 1992 Tenev nastupuje do UNO, do projektu West Side Story v Hudebním divadle Karlín. Následují projekty 451'Fahrenheita, Helena Vondráčková a Jiří Korn Broadway tour, taneční crew Dary Rolins , Taneční crew Petra Kotvalda. V roce 1993 pracuje jako lektor tance na konzervatoři Jaroslava Ježka v Praze a je choreografem představení absolventského ročníku profesora Jaromíra Hanzlíka. Navazuje exkluzivní spolupráce na herecky pojatých show oděvní značky ateliéru "Faux Pas" výtvarnice Jolany Izbické, tanec, organizace tanečníků a stavba choreografií pro videoklipové produkce, eventy a party projekty. Na přelomu Millenia účinkuje pod hlavičkou agentury Bravo Maja jako tanečník, choreograf na španělských ostrovech (1999/2000). V roce 2000 skládá taneční tým a choreografii pro DJe Boba Sinclara.

## Herectví
Ačkoli vystudoval muzikál a byl obsazován do muzikálových projektů, na muzikálové scéně se odmlčel. Hrál například v inscenacích Jesus Christ Superstar, Dracula. Ve věku 21 let byl v roce 1995 obsazen současně do hlavních rolí dvou muzikálů: do prvního českého uvedení muzikálu Hair / Vlasy v pražském divadle Pyramida, do role George Berger, a do prvního uvedení dirty muzikálu Krysař v divadle Ta Fantastika, kde tři roky alternoval Daniela Landu v roli Krysaře. Dále účinkoval v projektech Rusalka Muzikál, Notre dame de Paris v premiérovém uvedení muzikálu Kleopatra (2002) v divadle Broadway alternoval role Rufius a Caesar. Ze zdravotních důvodů musel ukončit angažmá v projektu Klíč králů Daniela Landy.

## Hudba

### Vokalista
Organizoval pěvecké sbory pro hudební projekty. Participoval na dabingu dětského pořadu "Sezamova ulice", na nahrávkách studia Daniela Hádla., na albech Daniela Landy a nahrávkách muzikálů.
- Těžkej Pokondr, Sbohem Tvá Máňa (1996), Víc než Gottzila (1998), Zakázané uvolnění (1998), Víc než Gottzila – platinová edice (1998), Vypusťte Krakena (1999), Ježek v peci (2000), Jéžišmarjá (2001), Kuss (2003)
- Bára Basiková, Gregoriana (1998)
- DJ BOBO a Karel Gott Tvůj svět je vzácný / This world is magic (2001)
- Pokemon Johtovy cesty (2001)
- Pozdrav z fronty (1997) Daniel Landa
- Smrtihlav (1998) Daniel Landa
- Jesus Christ Superstar live
- Jesus Christ Superstar
- Do peřin (1997) Dasha

### Sólová dráha
Patrick Tenev zahájil sólovou kariéru v devatenácti letech, na nahrávkách hudebního studia SOKIT – Soul Kitchen, zakladatelů české house scény, Jindřicha Parmy a Eduarda Parmy, když zvítězil v konkurzu do projektu HIPODROM (1993) Jindřicha Parmy (1994) na nahrávkách se podílel se zpěvačkou Renátou Podlipskou. Následovalo album "Co v sobě máš", ve stylu Eurodance, kde byly, pod pseudonymem F.X.Spider, použity rapové pasáže z roku 1993. Album bylo zprodukováno Karlem Vágnerem pro česko-americkou modelku Lenku Doyle u firmy Multisonic a vydáno v roce (1998). Ženské vokály nazpívaly Lída Nopová a Renáta Podlipská. Fotografie k albu nafotil fotograf Jadran Šetlík. Při spolupráci s Danielem Landou vzniklo album Daniel Landa a sedm statečných Smrtihlav (1998), na němž ztvárnil píseň upíra Hlad. V roce 1998 nahrává ve spolupráci s Danielem Hádlem svůj debutový autorský singl Moonman. V roce 2001 se spojil s hudebním skladatelem Vladimírem Vesmírem Nejedlým, se kterým co-produkoval moderní tanečně – poslechové album k jevištnímu projektu "Prezident T.N.F & United States of Aliens" s názvem "Trible" a podtitulem "Chapter one: Division Earth". Paralelně s tímto projektem taktéž zakládá filozoficky-uměleckou platformu Spojené Státy Mimozemšťanů, kde každý jeden člověk je z centra vlastního vnímání obyvatelem jedinečné Planety Ze-Mě, a tím je mimozemšťanem na planetě Ze-Mě každého dalšího člověka. Společnost je tak redefinována na unii mimozemšťanů, setkávajících se na průniku vlastních planet "United States of Aliens" na bázi Re-Evoluce. Vydání alba k tomuto projektu bylo poznamenáno úmrtím Kasla Knechtla z hudebního vydavatelství SONY Music, úpadkem gramofonového průmyslu a prodejem nahrávací společnosti "B&M Music" společnosti Universal Music. O dva roky později zakládá s Martinem Švejdou a Šimonem Kalouskem elektronickou skupinu 3D Stereo. Společně vytvářejí projekt "Electrip". Fotografie k tomuto projektu realizoval fotograf Vladimír Štros. V roce 2001 koncertuje na Žofíně v rámci projektu FP one. Setkává se s Janou Kratochvílovou Uriel alias Jana Pope, a přijímá její pozvání, vystoupit s teamem "Prezident T.N.F and United States of Aliens" v projektu "ARMADEICA – Solis Ortus" v pražském klubu Roxy.

### DJ
Jako artový DJ, "DJDr. Professor T.N.F", produkuje taneční tematické parties na různá témata. V projektech zaměstnával výjimečně talentované jedince z party + art prostředí. Jako DJ se zúčastnil techno parade L'eté d'Amour v roce 2008 v Paříži. V ČR je průkopníkem hudebního stylu EDM Tecktonik, ve spolupráci s klubem Chapeau Rouge.
Některé samostatné party projekty produkované v ČR:
- Madonna: Delicatessen – Oficiální česká narozeninová party k padesátinám královny Popu (2008)
- Electro Tck Tonik – Od roku (2008) electro mash up sessions v legendárním pražském klubu Chapeau Rouge
- SOUPERPOP: Různé edice Pop-Artové party na témata "Pop Ikony"
- GENESIX 2011: Art party – prvních sedm dnů roku (2011) na základě legendy o stvoření světa
- Electropolis – od roku (2010) – nejčerstvější zvukové počiny DJů electro scény.
- RESPECT the Alternative – Třídenní festival kultury v Žižkovském Paláci Akropolis Podpora alternativní linie zábavní kultury LGBT minority, jako protipól akce Prague Pride 2011

Účinkoval dále například v hudebních podnicích Spearmint Rhino, Hot peppers, Goldfingers, Lucerna, Mazaný králíček Plzeň, Celnice, Central Station – H. R. Giger tribute Biomechanica Bar, Friends-Prague, Valentino, K.U.Bar, Backdoors, Barbaros – Bratislava, O'Kubi – Paris, Club Mecca, Silwer caffe bar, PH+, Pantheon music club, URBEX, Le Consulat.
Napsal scénickou hudbu k projektu – Robotsonique (The Son of Robots), inspirovanou tvorbou hudební skupiny Daft Punk.

## Kids ofAndy Warhol
Kids of Andy Warhol je autorský tribute projekt kterým se od roku 2008 hlásí k odkazu největšího umělce 20. století, krále Pop artu, syna migrantů z Československa – Andy Warhola,
Kombinací proudů umění obrazy, grafika, tanec, hudba, zpěv, divadlo, film, zábavní umění, architektura a fotografie,  tento projekt navazuje v probíhající realitě počátku 21. století na Warholovy myšlenky a dílo. V projektu "Kids of Andy Warhol" remixuje dílo tohoto umělce a seznamuje s ním českou veřejnost prostřednictvím hudebních produkcí SOUPERPOP, ULTRAVIOLET UNDERGROUND, SILVER FACTORY.
V roce 2009 vytvořil v Praze koncepci a design Pop art klubu "Warhol's People" 
(2009/2010) Club "Warhol's People" … Pilotní koncepce a design tribute baru Pop Art Andyho Warhola.
Dnes již neexistující bar ve Štěpánské ulici na Praze 1, byl hudebním klubem v designu netradiční a originální umělecké galerie. Tento klub byl domovskou základnou artprodukční agentury a taneční skupiny J.A.D  Yemi A.D.. Stélým hostem zde byl při svých návštěvách Prahy americký raper Kanye West  Scházela se zde umělecky založená zlatá mládež, tanečníci, herci, zpěváci. V klubu se natáčel seriál TV Prima Velmi křehké vztahy a probíhaly zde taneční battly, zábavné hudební večery s filmem a tanečně – hudební produkce. Probíhaly zde dotočné, popremiérové večírky a afterparties po koncertech, např. Madonna – Sticky & Sweet Tour.
Tento klub měl dvě křídla, jedno bylo designováno čistě ve stylu Pop art Andy Warhola, zdi rámovaly polévky Campbell's Soup Cans, VIP salonek byl vytvořen z barevných kombinací Warholových Marilyn Monroe, jedna zeď byla vytvořena z Warholových Cocacol, další stěna byla sestavena z velkoplošných printů Elvise. Design této části klubu dotvářely dobové velkoplošné fotografie Andyho Warhola a Edie Sedgwick. Design dotvářely relikvie doby, staré gramofonové desky, historický plastový kotoučový magnetofon, historický kazetový magnetofon ve dřevě, staré televizory a samozřejmě nechyběla replika stříbrného telefonu, kterým Warhol telefonoval "BOHU" a jenž věnoval Jimu Morrisonovi. Vchodová zeď byla tapetou velkoplošné fotografie Warhola a Edie Sedgwick, se stříbrným telefonem.
Rezidentními DJi klubu byli DJka Evson, DJ Tibiza, DJ Rockstar, DJ Rafael de la Rue, DJ Bema a DJDr. Professor T.N.F.
Design promo materiálů inspiroval Květu Fialovou, která si jej nechala přepracovat jako plakát pro své divadelní představení Fialové květy štěstí.
(2010/2011) Musicclub 77 … Cyberculture Comix bar, na přelomu Žižkova a Vinohrad, byl koncipován jako neexistující zastávka MC77 – Metro C 77. Interier designově obsahoval, vagon, kolejiště, peron, vestibul, zastávku a hlavní halu - taneční sál s barem. 
22.02.2012 zorganizoval event SILVER FACTORY, důstojnou vzpomínkovou akci na dílo tohoto umělce, v den 25. výročí od jeho úmrtí, ve stylovém prostředí kavárny Silwer, jejíž interiér je potažený plátkovým stříbrem. Tato akce byla produkována ve spolupráci s Pepe Jeans – Warhol collection, a byla k ní vydána limitovaná edice voucherů, jako Andy Warhol Silver dollar, s podobiznou Warhola na dollarové bankovce v několika barevných modifikacích.
(2013) Club PH+ Plzeň … Andy Warhol Tribute Club … byl druhou realizací frenšízy Warholovského tématu Cosmopolitního klubu. Světový unikát party galerie, která byla replikou The Factory. Dvoupatrový hudební klub "Péháčko" v secesním interieru budovy bývalé občanské záložny architekta Františka Krásného v Plzni , byl v létě 2013 rekonstruován a stal se plzeňskou poctou Andymu Warholovi. Finalizaci designu Tenev zrealizoval ve spolupráci s projektem galeristy Jaromíra Houšky "Warhol 2013 - Alšova jihočeská galerie v Hluboké nad Vltavou. V klubu byly vystaveny velkoplošné tisky Warholových děl. Warholův autoportrét v nadživotní velikosti, a Warholova busta. Obrazy, dekorační předměty, tapety byly poskytnuté institucemi * Warhol Foundation v New Yorku, New York a * Spoločnosť Andyho Warhola v Medzilaborciach provozující Muzeum moderního umění Andyho Warhola v Medzilaborciach na Slovensku].
Interiér byl dotvořen v rekordním čase 2 měsíce a předán k užívání v září 2013, jako umělcova osobní podpora projektu Plzeň Evropské hlavní město kultury roku 2015.
Od roku 2022 se koncepce projektu "Kids of Andy Warhol" mění v inovativní kulturní institucí, s ideou reprezentovat současné umění Česko – Slovenska na globálním světovém poli a poskytuje pomoc a vedení současným umělcům a uměleckým spolkům.
V roce 2023 se Patrik Tenev T.N.F, s Kids of Andy Warhol, účastní soutěže o expozici Art trade Paris Le carousell de Louvre, s vizuálním dílem " Královna je Mrtvá, ať žije královna ". Návrh expozice digital Art obsahoval 40 grafik barevných kombinací digitálního obrazu "Královna Elizabeta II z Britského království" od Andy Warhola, se vsazeným obličejem "královny popu" - zpěvačky Madonny. Expozice byla vizualizována k události úmrtí Britské královny, výročí 35 let od úmrtí Warhola a 40 letům Madonny na scéně POP Music. Vzhledem ke kontroverznosti nedošlo v prostoru pod pyramidou v Louveru k finální realizaci. V roce 2024 se tato expozice vystavovala v upravené formě v Plzni, během 39.ročníku Slavností Svobody, v galerii Le Consulate, kde byla rozšířena na 100 obrazů a artefaktů k tematice Warhola a autorských maleb a grafik z práce Teneva aka T.N.F., s každodenním doprovodným hudebním programem.

## Další činnosti

### Malba, plastika a socha
Jako výtvarník byl dětským vítězem v několika ročnících mezinárodních výtvarných soutěží " Děti, mír a umění ", "Lidická růže", "Přátelství očima dětí" a " Alšova země ".  
Od roku 2022 je členem Asociace výtvarných umělců "Sdružení výtvarníků České republiky".
Výběr z výstav:
- Letohrádek Hvězda / Praha - kolektivní výstava finalistů soutěže "Alšova země"
- Moskva /  kolektivní výstava finalistů soutěže "Děti, mír a umění"
- Warhol's People / Praha – samostatné výstavy obrazů a interierových instalací, performance
- Mecca / Praha - samostatné výstavy obrazů a interierových instalací, performance
- Valentino / Praha – samostatné výstavy obrazů a interierových instalací, performance
- PH+ / Plzeň -  samostatné výstavy obrazů a interierových instalací, performance
- Buena vista / Plzeň – Barvy duše – výstava obrazů a party
- Belfast / Plzeň – Fenomen – společná výstava obrazů s Luďkem Rackem
- Urbex / Plzeň – serie výstav obrazů, instalací a party
- Otevřené ateliery Plzeň
- Lesní zámek Kozel / Šťáhlavy – společná výstava umělců Sdružení výtvarníků ČR
- Privátní galerie v interieru Adolf Loos Plzeň
- Le Consulat Plzeň – výstava T.N.F : ONE POP/HE)ART

Od roku 2007 Tenev produkuje klubové výstavy obrazů, odstartované vždy POP UP Eventem, s originálním brandem – značkou "Vermixage". Vermixage má v podtitulu vždy název vystavované expozice. Jedná se o moderní formu party vernisáže, vrámci níž vystupují DJové a performeři. Součástí eventu bývá dresscode, kostýmy, masky a veganský catering.

### Textařská, spisaovatelská a básnická činnost
- Bára Basiková / Tak jinak (2002) Na albu otextoval 10 skladeb
- Nikola Šobichová / Šedá (album) (2003) Na albu otextoval 2 skladby
- Ježek Soník / Sonic – text k titulní skladbě české verze dětského animovaného seriálu
- Pavel Vítek / Barvy duší / Text "Odrazíš se víc"
- Maxim turbulenc – Text "Pohádka o mašince"
- Ttible – sbírka textů a poesie
- Plzeňské Elegie – Sbírka poesie
- Bílá dáma – Sbírka textů pro zpěvačky ČR
- Spojené Státy Mimozemšťanů – Sbírka filozofických textů a poesie
- Naturalita – Filozofické dílo o Metamorfoze vědomí člověka
- Kuchařka kuchaře jenž nekuchá – Veganské recepty

## Diskografie

### Alba
- Lenka Doyle & F.X.Spider – Co v sobě máš (1998)
- Daniel Landa a sedm statečných Smrtihlav (1998)
- Prezident T.N.F and United States of Aliens (2002)
- 3D Stereo / Electrip (2003)
- Robotsonique / Son of robots (2012)

### DJ sety
- "La Mixage" editions / záznamy DJ setů z hudebních produkcí v klubech /

## Videoklipy
- Lucie Bílá – Dalekohled 1993 (Haňa Zaňa)
- Dan Bárta – Superstar 1993 (Jesus Christ Superstar)
- Pavla Kapitánová – Nevěřim 1994 (Nevěřim)
- Druhá tráva – Odpočin si, Sáro
- Rapmasters – Pravda a lež 1998 (Rapmasters)
- Maxim Turbulenc – Král s kytarou 1997 (Král s kytarou)
- Ota Balage – Funky kocour 1997 (Balage)
- Daniel Landa – Smrtihlav 1998 (Smrtihlav)
- Lenka Dusilová – Holka Magor 1998 (Smrtihlav)
- Daniel Landa – Třista z místa 2000 (Best Of)
- Bob Sinclar – I Feel For You 2000 (Champs Elysée)
- Bára Basiková – Nad Realitou 2002 (Tak Jinak)
- CD promotion Čágo belo, šílenci, Eso hity – 1993 / 1994 ( Reklamní spoty )
- T-mobile – Reklamní spoty "Da da da"  2011 (Česká republika)